# عملية بساط الريح

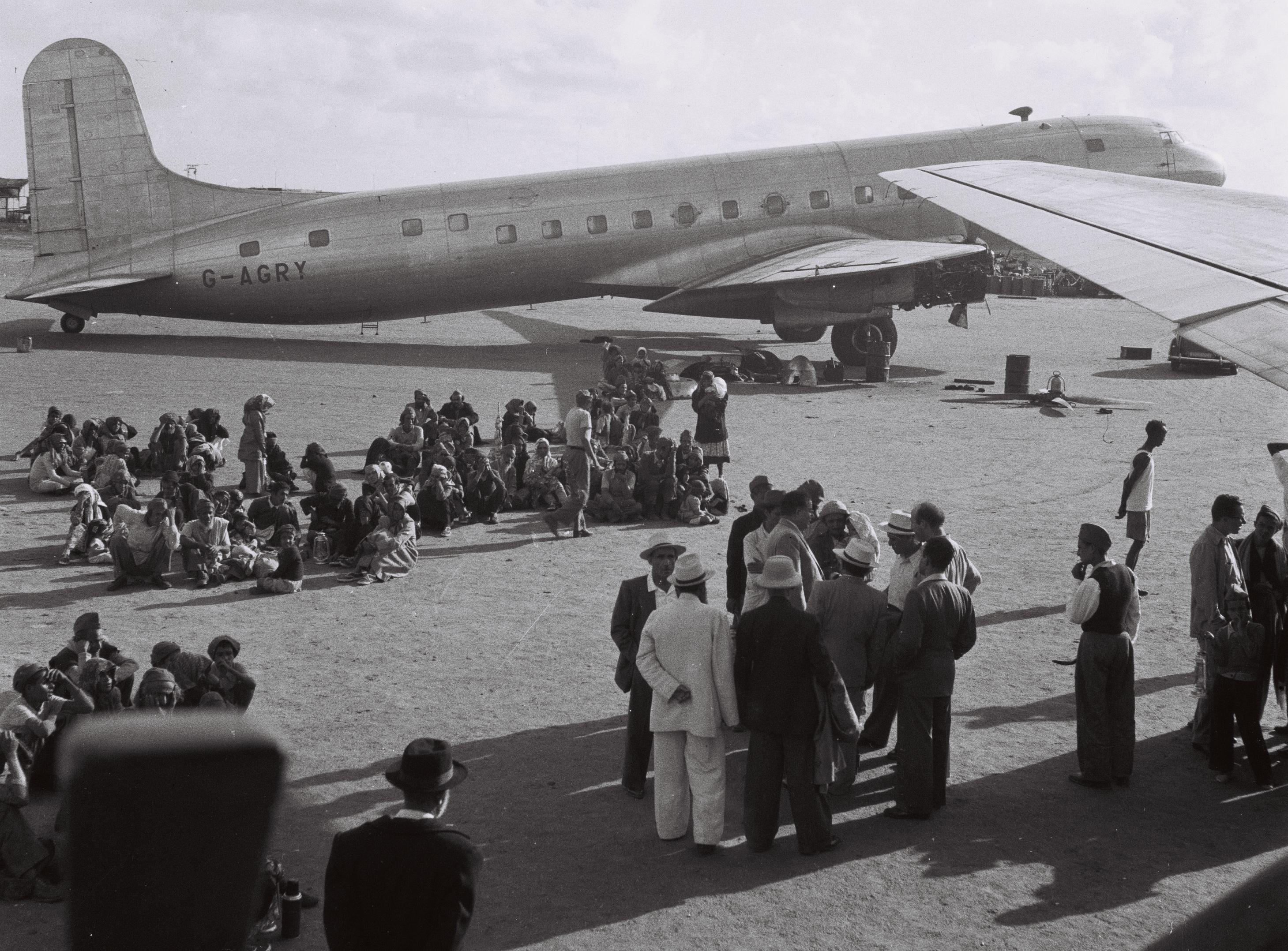
يهود يمنيون في مطار عدن استعدادًا للتوجه إلى فلسطين

عملية بساط الريح أو كما يطلق عليها الغرب عملية على جناح النسر هي عملية تم خلالها تهجير سري نفذتها الوكالة اليهودية لترحيل نحو 49 ألف يهودي من يهود اليمن إلى دولة "إسرائيل" التي كانت لا تزال أُنشئت حديثا بعد نكبة 1948 واحتلال الأراضي الفلسطينية، جرت العملية في الفترة من يونيو 1949 إلى سبتمبر 1950، على متن طائرات أمريكية وبريطانية عبر عدن. في عملية عرفت باسم «بساط الريح»، وبلغت تكاليف هذه العملية حوالي 425 مليون دولار.
اسم العملية أتى من فقرتين من العهد القديم وهي:
- سفر الخروج: الإصحاح 19 الفقرة 4: «أنتم رأيتم ما صنعت بالمصريين. وأنا حملتكم على أجنحة النسور وجئت بكم إلي».
- سفر إشعياء النبي: الإصحاح 40 الفقرة 31: «وَأَمَّا مُنْتَظِرُو الرَّبِّ فَيُجَدِّدُونَ قُوَّةً. يَرْفَعُونَ أَجْنِحَةً كَالنُّسُورِ. يَرْكُضُونَ وَلاَ يَتْعَبُونَ. يَمْشُونَ وَلاَ يُعْيُونَ».

في عملية على جناح النسر أو البساط السحري أو بساط الريح فقد تم استخدام طائرات نقل امريكيه وبريطانيه فيما يقارب 380 رحلة سريه من اليمن إلى إسرائيل ولم يتم الإعلان عنها الا بعد عدة أشهر من انتهائها.

## الشركاء المحليون
كان للإمام أحمد إمام اليمن في ذلك الوقت دور لوجيستي في العملية عندما قدم العون للتاجر أحمد القريطي المكلف من قبل الوكالة اليهودية لتجميع يهود اليمن وتسوية بيع ممتلكاتهم 